# Зинченко, Станислав Васильевич
Станислав Васильевич Зинченко (род. 18 июня 1968, Камышин) — российский государственный деятель. Глава города Камышин с 27 марта 2014 года. Заслуженный работник местного самоуправления Российской Федерации (2024).

## Биография
Родился 18 июня 1968 года в Камышине.
С 1986 по 1988 год проходил военную службу по призыву.
В 1992 году окончил Волгоградский инженерно-строительный институт по специальности «Промышленное и гражданское строительство».
В 2007 году окончил Волгоградскую академию государственной службы по специальности «Финансы и кредит».

## Карьера
С 1999 по 2002 год возглавлял отдел жилищно-коммунального хозяйства Администрации Камышина. С 2002 по 2006 год руководил МУП «Тепловые сети».
С 2006 по 2009 год был председателем Камышинской городской Думы. 
С 2009 по 2014 год был первым заместителем Главы Администрации городского округа – город Камышин.
27 марта 2014 года был назначен на должность Главы Администрации городского округа – город Камышин.
20 сентября 2018 года был назначен на должность Главы городского округа – город Камышин.